# Yeşilyurt, Akçaabat
Yeşilyurt là một xã thuộc huyện Akçaabat, tỉnh Trabzon, Thổ Nhĩ Kỳ. Dân số thời điểm năm 2011 là 387 người.